# باغ شیطان
باغ شیطان (انگلیسی: Garden of Evil) نام فیلمی آمریکایی است که در سال ۱۹۵۴ بر پرده سینماها به نمایش درآمد.